# Alisher Saʼdullayev
 (novembre 2023).
La mise en forme du texte ne suit pas les recommandations de Wikipédia : il faut le « wikifier ».
Les points d'amélioration suivants sont les cas les plus fréquents :
- Les titres sont pré-formatés par le logiciel. Ils ne sont ni en capitales, ni en gras.
- Le texte ne doit pas être écrit en capitales (les noms de famille non plus), ni en gras, ni en italique, ni en « petit »…
- Le gras n'est utilisé que pour surligner le titre de l'article dans l'introduction, une seule fois.
- L'italique est rarement utilisé : mots en langue étrangère, titres d'œuvres, noms de bateaux, etc.
- Les citations ne sont pas en italique mais en corps de texte normal. Elles sont entourées par des guillemets français : « et ».
- Les listes à puces sont à éviter, des paragraphes rédigés étant largement préférés. Les tableaux sont à réserver à la présentation de données structurées (résultats, etc.).
- Les appels de note de bas de page (petits chiffres en exposant, introduits par l'outil «  Source ») sont à placer entre la fin de phrase et le point final[comme ça].
- Les liens internes (vers d'autres articles de Wikipédia) sont à choisir avec parcimonie. Créez des liens vers des articles approfondissant le sujet. Les termes génériques sans rapport avec le sujet sont à éviter, ainsi que les répétitions de liens vers un même terme.
- Les liens externes sont à placer uniquement dans une section « Liens externes », à la fin de l'article. Ces liens sont à choisir avec parcimonie suivant les règles définies. Si un lien sert de source à l'article, son insertion dans le texte est à faire par les notes de bas de page.
- La présentation des références doit suivre les conventions bibliographiques. Il est recommandé d'utiliser les modèles {{Ouvrage}}, {{Chapitre}}, {{Article}}, {{Lien web}} et/ou {{Bibliographie}}. Le mode d'édition visuel peut mettre en forme automatiquement les références.
- Insérer une infobox (cadre d'informations à droite) n'est pas obligatoire pour parachever la mise en page.

Pour une aide détaillée, merci de consulter Aide:Wikification.
Si vous pensez que ces points ont été résolus, vous pouvez retirer ce bandeau et améliorer la mise en forme d'un autre article.
 (décembre 2023).
Alisher Zafarovich Saʼdullayev (ouzbek : Alisher Zafarovich (Zafar o‘g‘li) Saʼdullayev; né le 11 juillet 1994) est un homme politique ouzbek qui occupe le poste de directeur de l'Agence des affaires de la jeunesse de l'Ouzbékistan depuis 2020. Il est également président de la Fédération ouzbèke des échecs et membre du Sénat de l'Ouzbékistan depuis 2020. À l'âge de 25 ans, il est devenu, par décret présidentiel, le plus jeune membre du Sénat en 29 ans d'histoire du pays .
Auparavant, Saʼdullayev a travaillé en tant que président de l'Union de la jeunesse d'Ouzbékistan (2019-2020), premier conseiller adjoint du président de l'Ouzbékistan pour les affaires relatives à la jeunesse, aux sciences, à l'éducation, à la santé, à la culture et aux sports (2019-2020), et vice-ministre de l'éducation publique pour les affaires relatives à la jeunesse (2017-2018). En juin 2021, Saʼdullayev a reçu le prix d'État Mehnat Shuhrati. Il est marié et père de deux filles.

## Carrière
Après avoir été nommé président de l'Union de la jeunesse d'Ouzbékistan, Saʼdullayev a remanié l'union et introduit plusieurs changements majeurs. Il annule l'adhésion à l'agence, lance un programme de bourses pour les étudiants exceptionnels et promeut une culture du volontariat parmi les jeunes, notamment lors de la pandémie de COVID-19 et à la suite de la rupture du barrage de Sardoba. Tout au long de sa carrière, Saʼdullayev a également pris des mesures pour promouvoir la culture de la lecture chez les jeunes: pendant son mandat de président de l'Union de la jeunesse d'Ouzbékistan, il a mis en place le concours de lecture Young Readers. Depuis qu'il a été nommé directeur de l'Agence des affaires de la jeunesse, qui a succédé à l'Union, il soutient la traduction en ouzbek de livres en langue étrangère et la publication de nouveaux volumes. En 2022, un livre de poche en six volumes sur les Jadids ouzbeks, intitulé "Jadidlar", a été publié sous sa direction et distribué gratuitement.
En 2017, le président Mirziyoyev a instauré une Journée de la jeunesse qui sera célébrée chaque année dans tout l'Ouzbékistan le 30 juin, à l'initiative de Saʼdullayev. Saʼdullayev a également mené des efforts pour récompenser les étudiants qui obtiennent de bons résultats à des tests standardisés tels que l'IELTS. Sous sa direction, l'Agence des affaires de la jeunesse a lancé plusieurs initiatives en faveur de la diversité et de l'inclusion, notamment un programme de bourses pour les personnes handicapées. Saʼdullayev est l'un des initiateurs du WikiStipendiya, un projet Wiki à grande échelle qui vise à accroître la couverture des articles sur la Wikipédia ouzbèke. Il est très suivi sur les médias sociaux: sa chaîne Telegram compte plus de 275 000 abonnés.
Saʼdullayev a été nommé président de la Fédération ouzbèke d'échecs en mai 2022. En août 2022, l'Ouzbékistan a remporté la 44e Olympiade d'échecs, l'équipe ouzbèke composée de cinq joueurs ayant remporté la médaille d'or dans l'épreuve ouverte avec un total de 19 points de match. Ses huit victoires et ses trois nuls en ont fait la seule équipe invaincue du tournoi. Peu après le tournoi, Saʼdullayev a annoncé que l'Ouzbékistan accueillerait la 46e Olympiade d'échecs en 2026.
Le 20 décembre 2022, le président Shavkat Mirziyoyev a annoncé que le nombre de ministères et d'agences dans le pays serait réduit de 61 à 28. L'Agence des affaires de la jeunesse a été ajoutée au nouveau ministère de la politique de la jeunesse et des sports. Adham Ikromov, 54 ans, a été nommé au poste de ministre Saʼdullayev a été nommé premier vice-ministre tout en conservant ses postes précédents.

## Vie privée
Né et élevé dans le district de Djizak en Ouzbékistan, Saʼdullayev est diplômé en marketing et en gestion d'entreprise de l'Institut de développement de la gestion de Singapour à Tachkent. Il est marié et a deux filles.